# Міністерство контролю КНР
Міністерство контролю КНР (кит. спр. 监察部, піньїнь: jiān chá bù) — міністерство Китайської Народної Республіки, що відповідає за ефективність, прозорість та чесність державних службовців, за боротьбу з корупцією та проводить роз'яснувальну роботу серед службовців, щодо їх обов'язків та дисципліни.

## Історія
У жовтні 1949 року, після заснування Китайської Народної Республіки була створена Комісією народного контролю. У вересні 1954 року відомство реорганізовано у Міністерство контролю. Міністерство було скасовано в квітні 1959 року, та відновлено в липні 1987 року Шостими Всекитайськими зборами народних представників. Серед функцій міністерства стало створення місцевих наглядових органів на провінційному та місцевому рівнях. 9 травня 1997 року Міністерство контролю було законодавчо закріплене «Законом Китайської Народної Республіки про адміністративний нагляд за державними установами»..
Міністр контролю зазвичай також працює заступником секретаря Центральної комісії з дисциплінарної інспекції Комуністичної партії.

## Міністри контролю
| №                                                                                                  | Ім'я                  | Початок служби  | Кінець служби    |
| -------------------------------------------------------------------------------------------------- | --------------------- | --------------- | ---------------- |
| Директор Комісії народного контролю державної адміністративної ради КНР (政务院人民监察委员会主任) |                       |                 |                  |
| 1                                                                                                  | Тань Піншань (谭平山) | жовтень 1949    | вересень 1954    |
| Міністр контролю КНР （中华人民共和国监察部部长）                                                  |                       |                 |                  |
| 2                                                                                                  | Цянь Інь (钱瑛)       | вересень 1954   | квітень 1959     |
| посада ліквідована (1959-1987)                                                                     |                       |                 |                  |
| 3                                                                                                  | Вей Цзяньсін (尉健行) | 1987            | квітень 1993     |
| 4                                                                                                  | Цао Цінцзе (曹庆泽)   | квітень 1993    | 17 березня 1998  |
| 5                                                                                                  | Хе Юн (何勇)          | 17 березня 1998 | 15 березня 2003  |
| 6                                                                                                  | Лі Чжілун (李至伦)    | 15 березня 2003 | 28 квітня 2007   |
| 7                                                                                                  | Ма Вень (马馼)        | 30 серпня 2007  | 16 березня 2013  |
| 8                                                                                                  | Хуань Шусян (黄树贤)  | 16 березня 2013 | 7 листопада 2016 |
| 9                                                                                                  | Янь Сяоду (杨晓渡)    | 25 грудня 2016  |                  |